# Karl Stotz
Karl Stotz (Vienna, 27 marzo 1927 – Seefeld, 4 aprile 2017) è stato un calciatore e allenatore di calcio austriaco, di ruolo difensore.

## Carriera

### Calciatore

#### Club
Tornato in Austria nel 1948, dopo quattro anni di prigionia in Unione Sovietica, inizia a giocare in Staatsliga nel FC Wien. Nel 1951 si trasferisce all'Austria Vienna, dove rimane poi per dodici stagioni, vincendo per quattro volte il campionato nazionale e per due volte la Coppa d'Austria.
Si ritira nel 1963, all'età di 36 anni. Per due anni ricopre l'incarico di direttore sportivo al fianco di Ernst Frühwirth (1963-1965).

#### Nazionale
Fu convocato per la prima volta in occasione di un'amichevole con la Svizzera nel 1950, quando era ancora un calciatore del FC Wien. Nel 1954 e nel 1958 fece parte della selezione austriaca alla Coppa del Mondo. Nella prima occasione l'Austria conquistò la medaglia di bronzo, ma Stotz non scese mai in campo. Nel 1958 debuttò contro l'Unione Sovietica (0-2). Lasciò la Nazionale nel 1962.
Complessivamente giocò 42 partite con la Nazionale austriaca, prendendo parte anche alla prima edizione (1960) del Campionato d'Europa. Segnò anche un gol, su rigore in una partita di qualificazione ai Mondiali 1958 contro l'Paesi Bassi.

### Allenatore
In seguito al ritiro allenò l'Austria Vienna in tre distinte occasioni, vincendo un campionato e una coppa nazionale, e fu commissario tecnico della Nazionale austriaca, portandola ai Mondiali del 1982. Venne però esonerato prima della fase finale, e sostituito dal duo Schmidt-Latke.
Nel 1987 allenò ancora per breve tempo l'Austria Vienna, dopodiché lasciò il mondo del calcio. Nel 2001 fu inserito nella squadra ideale in occasione dei 90 anni di fondazione dei violette.

## Palmarès

### Giocatore
- Campionato austriaco: 4

Austria Vienna: 1952-1953, 1960-1961, 1961-1962, 1962-1963
- Coppa d'Austria: 2

Austria Vienna: 1959-1960, 1961-1962

### Allenatore
- Campionato austriaco: 1

Austria Vienna: 1975-1976
- Coppa d'Austria: 1

Austria Vienna: 1976-1977